# Малый народ (социальный класс)
Малый народ (нидерл. Kleyne luyden) — термин во времена Республики использовавшийся для обозначения «простых людей», которые не принадлежали к дворянству, регентскому классу или буржуазии: ремесленников, низших государственных служащих, мелких торговцев, фермеров и рабочих, имевших постоянную должность и доход. Ниже них стояла чернь или сброд, простые люди: поденщики, моряки, бродяги, все, у кого не было постоянного дохода. Выше их стояла буржуазия: врачи, министры, юристы, крупные торговцы и фермеры.
«Малый народ» представлял собой часть низшего среднего класса, принадлежавшую к реформированной публичной религии. Они, как правило, поддерживали Оранжизм, в отличие от высшего среднего класса, который был более прогосударственным.
Из-за социальных условий, ограничивавших их развитие (то, что было малым, должно было оставаться малым), контрремонстранты нашли большую поддержку среди этой части населения со своей доктриной предопределения: каждый человек рождается с определённой целью и не имеет свободной воли, чтобы отклониться от неё. Церковный раскол 1834 года также имел свою основу среди Малых людей.
Батавская революция 1795 года не сразу дала освобождение этой части населения. В принципе государственная служба теперь была открыта для всех граждан, но на практике в управлении доминировал высший социальный класс. А быстрый экономический спад французского периода привел к обнищанию этого класса без каких-либо резервов. Они приветствовали восстановление династии Оранских-Нассау и надеялись на возвращение старых времен.
Основатель Антиреволюционной партии (АРП) Авраам Кайпер нашел свою ортодоксальную веру среди простых людей, когда он был священником в Бисде с 1864 по 1867 год. В конце жизни он сказал, что его «обращение» произошло главным образом благодаря общению с ортодоксальными, религиозными людьми, указывая в частности на госпожу Пьетье Балтус.
Кайпер хотел предоставить реформированному среднему классу, фермерам, рабочим и низшим должностным лицам право голоса, которого они не имели по переписи населения. Таким образом он мог освободить Нидерланды от либерализма девятнадцатого века и вернуть их консервативной политике. Поэтому традиционных сторонников АРП иногда называют «маленькими людьми».
В 1970-х годах режиссёр Вилли ван Хемерт снял телесериал под названием «Династия маленьких людей» (нидерл. Dynastie der kleine luyden).